# 貴顕
| ウィキペディアには「貴顕」という見出しの百科事典記事はありません（タイトルに「貴顕」を含むページの一覧/「貴顕」で始まるページの一覧）。 代わりにウィクショナリーのページ「貴顕」が役に立つかもしれません。 |